# Chicago LaSalle Street Station
Die LaSalle Street Station ist ein Bahnhof in der US-amerikanischen Metropole Chicago. Früher ein bedeutender Fernbahnhof, dient er heute ausschließlich dem Regionalverkehr; er ist neben der Union Station, dem Ogilvie Transportation Center und der Millennium Station einer der vier großen Bahnhöfe im Stadtzentrum.

## Geschichte
Am 10. Oktober 1852 eröffnete die Chicago and Rock Island Railroad an der heutigen Stelle einen ersten Bahnhof im Zuge ihrer Verlängerung ins Stadtzentrum. 1866 gesellte sich die Michigan Southern and Northern Indiana Railroad dazu. Besagter Bahnhof wurde beim großen Brand von Chicago 1871 vollständig zerstört, jedoch unmittelbar wieder aufgebaut. 1903 wurde der erste Bahnhof abgerissen und durch ein neues Bahnhofsgebäude nach Plänen von Frost & Granger errichtet. 1898 gab die New York, Chicago and St. Louis Railroad ihren eigenen Bahnhof an der Nickel Road auf und führte ihre Züge nun auch in die LaSalle Street Station.
Nachdem 1968 die Michigan Central Railroad und die Lake Shore and Michigan Southern Railway von Penn Central Transportation übernommen wurden, endete das Zeitalter des meisten Fernverkehrs in der LaSalle Street Station, da die Penn Central die Union Station nutzte. Einzig die Rock Island Railroad betrieb noch überregionale Züge bis 1978, welche nicht ins Amtrak-Netz übernommen wurden.
1981 wurde das Bahnhofsgebäude von 1903 abgerissen und durch einen Komplex überbaut, der vom 157 Meter hohen One Financial Place (heute als 425 South Financial Place bezeichnet) dominiert wird. Hauptnutzer des Gebäudes sind die Chicago Stock Exchange und das Buckingham Hotel.
2011 wurde direkt neben dem Bahnhof das LaSalle/Congress Intermodal Transfer Center eröffnet, welches Buslinien und eine Haltestelle der Chicago Elevated vereinigt.

## Verkehr
Die LaSalle Street Station dient heute ausschließlich dem Pendlerverkehr der Rock Island District-Linie von METRA. Jedoch ist sie als einziger der vier Bahnhöfe in Downtown Chicago direkt mit der Chicago Elevated verbunden. Die anderen drei großen Bahnhöfe Chicagos befinden sich alle in fußläufiger Entfernung.

## Zukunft
SouthWest Service
METRA plant die Umlegung des SouthWest Service von der Union Station zur LaSalle Street Station. Die dafür notwendigen Infrastrukturmaßnahmen sollen frühestens 2025 fertig gestellt werden. Diese Maßnahme würde neue Kapazitäten an der Union Station freisetzen und auch einen Angebotsausbau beim SouthWest Service ermöglichen.
SouthEast Service
Seit 2003 prüft METRA wiederholt die Lancierung eines neuen Angebots auf bestehenden Gleisen der früheren Chicago and Western Indiana Railroad bis zum Balmoral Park südlich von Crete.
Die Linie, welche den Namen SouthEast Service erhalten sollte, würde damit auch weitere südliche Vororte Chicagos an das METRA-Netz anschließen.
Auch eine (spätere) Verlängerung von Crete bis hin zum South Suburban Airport (auch Peotone Airport), einem geplanten Flughafen nordöstlich von Peotone war Gegenstand der Untersuchungen.
Die Umsetzbarkeit dieses Projekts erscheint unter den gegenwärtigen Rahmenbedingungen jedoch auf absehbare Zeit fraglich: Der Verkehrsinfrastrukturplan für die Region (Planungshorizont 2050) listet beide Maßnahmen als „unconstrained Projects“, d. h. die Finanzierung ist mit den prognostizierten Einnahmen des Verkehrssektors (einschließlich etwaiger Fördermittel) derzeit nicht darstellbar.:344
Solange regional bedeutsame Infrastrukturprojekte als unconstrained gelten, erhalten sie von den zuständigen Aufsichtsbehörden (FTA bei Nahverkehrsprojekten, FHWA bei Fernverkehrsstraßen) keine Umweltverträglichkeitsfreigabe nach dem National Environmental Policy Act und sind zudem von bestimmten Finanzierungsinstrumenten des Bundes ausgeschlossen.:341
Einer im Jahr 2011 von AECOM im Auftrag von Metra durchgeführten Studie zufolge beliefe sich das erforderliche Investitionsvolumen auf etwa 778 Millionen US-Dollar.:25 Zu den erforderlichen Investitionsmaßnahmen gehören neben der Errichtung von zehn neuen Bahnhöfen und dem Erwerb des entsprechenden Rollmaterials auch ein umfassender Ausbau der Gleisanlagen.:20–24
Für den Betrieb der neuen Linie sei zudem mit jährlichen Kosten in Höhe von 23,2 Millionen Dollar zu rechnen, sowie weiteren 5 Mio. Dollar für Zubringerbusse.:25,26
Dem Chicago Tribune gegenüber bestätigte Metra im September 2022, der SouthEast Service sei „weiterhin ein potentiell langfristiges Projekt […], an dem jedoch derzeit nicht aktiv gearbeitet wird“.